# Casa del Gigante
La Casa del Gigante (Maison du Géant) de Ronda en Andalousie (Espagne), est un édifice bâti à la fin du XIIIe siècle et au début du  XIVe siècle. Semblable aux constructions de Grenade et du Maghreb, il s'agit d'un petit palais, l'un des mieux conservés de l'architecture nasride. 

## Description
Il se trouve dans le quartier arabe nommé La Ciudad, un des trois qui forment le centre historique de Ronda, quartier qui correspond à l'ancienne médina musulmane, à l'époque proche de la Mosquée Majeure.
Son nom fait référence à deux grands reliefs anthropomorphes en pierre, peut-être d'origine phénicienne ou carthaginoise, qui décoraient les coins du bâtiment. Un seul des deux est conservé, dont la forme est à peine reconnaissable.
Si la structure actuelle de la maison a été modifiée, elle conserve encore son tracé original, son dessin oriental. Il est caractéristique que les habitations soient disposées autour d'une cour centrale avec arcades. L'entrée, qui conduit au portique et à la salle nord, est décorée d'arabesques et d'inscriptions. Sont aussi conservés des vestiges de polychromie semblables à ceux de la Puerta del Peinador à l'Alhambra de Grenade, datées du XIVe siècle.

## Histoire
Après la conquête de Ronda par Ferdinand le Catholique, le palais est passé entre les mains du corrégidor Ruy Gutiérrez de Escalante, plus tard à Rodrigo de Ovalle et, au XVIIe siècle, à Fernando Reynoso.[réf. nécessaire]
Au XIXe siècle  la maison a été un orphelinat. 
Au XXe siècle elle a été réhabilitée pour accueillir des visites comme témoignage de l'architecture de la dernière période musulmane en Espagne. Elle a enfin été ouverte au public en décembre 2004 et également comme centre d'interprétation de la vie quotidienne dans l'Espagne musulmane depuis 2015.[réf. nécessaire]